# Алашанькоу (станция)

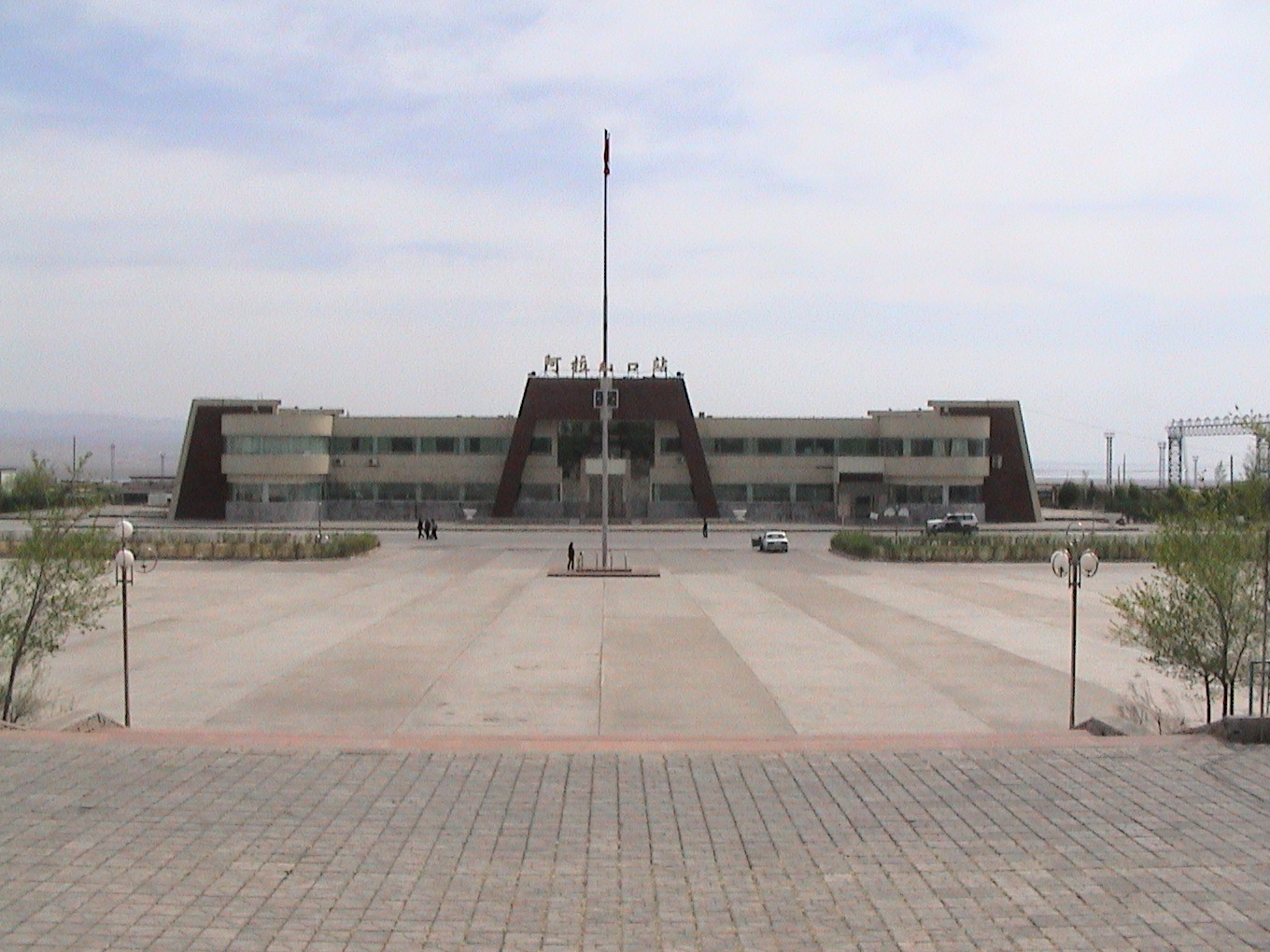
Станция (2006)

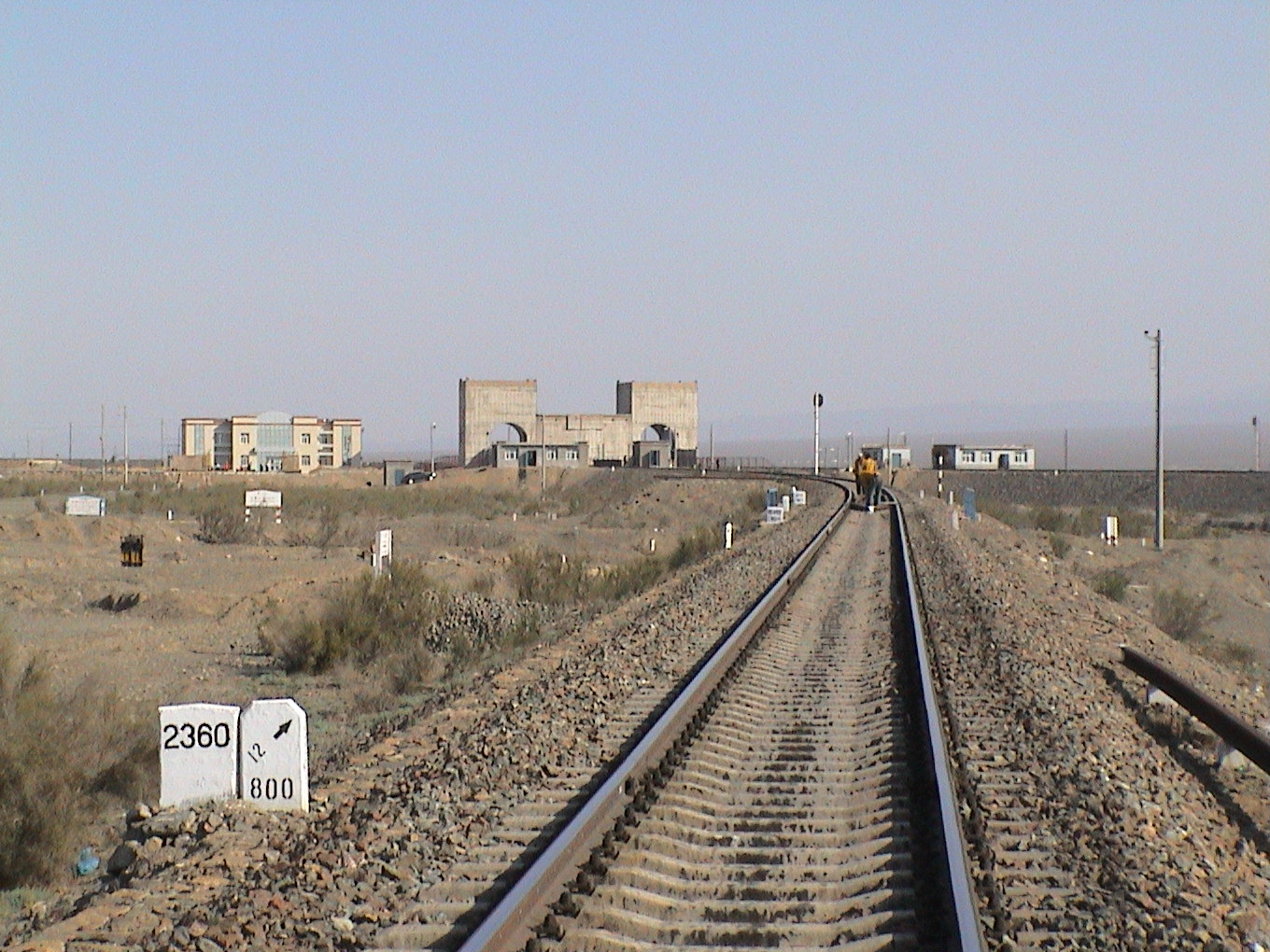
Путь уходит в Казахстан

Алашанькоу (кит. упр. 阿拉山口站, пиньинь ā-lā-shān-kǒu-zhàn, с кит. "Погранпереход Алатау") — железнодорожная станция Ланьчжоу-Синьцзянской железной дороги на перевале Алатау (Джунгарские ворота). Расположена в городском уезде Алашанькоу Бортала-Монгольского автономного округа Синьцзян-Уйгурского автономного района КНР.
Станция расположена на 2358 километре Ланьчжоу-Синьцзянской железной дороги, являясь последней станцией северной ветви этой дороги на территории Китая. До 2013 года перегон Достык (Дружба)—Алашанькоу был единственным соединением железных дорог Казахстана и Китая. В декабре 2013 года открыт ещё один железнодорожный переход: Коргас (Казахстан) — Хоргос (Китай).
К юго-востоку от станции Алашанькоу расположено озеро Эби-Нур.
Код ЕСР: 708507 (ДОСТЫК (ЭКСП.))